# 外廚增三
外厨增三(麒麟座30)，又名BD-03 2339、HD 71155、SAO 135896、HR 3314，是长蛇座一颗恒星，视星等为3.9，位于銀經227.78，銀緯18.89，其B1900.0坐标为赤經8h 20m 39.8s，赤緯-3° 18.89′ 48″。